# Barasat
Barasat è una suddivisione dell'India, classificata come municipality, di 231.515 abitanti, capoluogo del distretto dei 24 Pargana Nord, nello stato federato del Bengala Occidentale. In base al numero di abitanti la città rientra nella classe I (da 100.000 persone in su).

## Geografia fisica
La città è situata a 22° 13' 60 N e 88° 27' 0 E e ha un'altitudine di 3 m s.l.m..

## Società

### Evoluzione demografica
Al censimento del 2001 la popolazione di Barasat assommava a 231.515 persone, delle quali 118.367 maschi e 113.148 femmine. I bambini di età inferiore o uguale ai sei anni assommavano a 22.635, dei quali 11.503 maschi e 11.132 femmine. Infine, coloro che erano in grado di saper almeno leggere e scrivere erano 177.993, dei quali 95.600 maschi e 82.393 femmine.